# Вихрь (славянская мифология)
Вихрь (рус. вихорный, вихравый, вихрик, ви́хо́р, ветер, вихровой атаман, ветряной царь, ви́хорь, ви́хорный, вихрово́й, ви́хрик; бел. подвей; укр. вихор; пол. wietrznica) — в славянской мифологии нечистый, опасный для людей ветер, производимый нечистой силой или являющийся её воплощением. По мифологическим свойствам близок к ветру (в отличие от него воспринимался только отрицательно), буре и метели. Представления о вихре близки у разных славян, обособляется разве что карпатская поветруля, отчасти близкая к польской богинке (например, подменой детей)..
Считалось, что вихрь — это крутящиеся, дерущиеся, играющие свадьбу черти, ведьмы, чаровницы, алы, самовилы, караконджулы, полудницы, лешие, шишиги и др. Также вихрь возникает в результате смерти человека, особенно «неправильной». Кроме того у восточных и западных славян существовали представления о вихре, как об отдельном персонаже. Вихрь возникает в полдень или полночь, чаще летом, в засушливое время или перед дождём или грозой, в Преображение. Он образуется на дороге, в поле или в лесу, иногда в печной трубе, а также на месте «неправильной» смерти.
Согласно народным представлениям, вихрь выглядел как столб пыли, в котором крутятся солома, листья и всякая мелочь. Он мог видеться чёрным или огненным, с большими руками. В нём можно увидеть демонов разного вида, для этого нужно нагнуться и посмотреть между ног, посмотреть через левую руку, через рукав или вывернутую рубаху.
Вихрю приписывали способность валить деревья, срывать крыши домов, разбрасывать сено, раскручивать холсты. Он мог подхватить человека и унести вдаль, или ударить о землю. Считалось, что вихрь может вызвать у человека слабость, физические (моровая язва, паралич, искривление лица, помешательство, онемение, глухота, колтун, выкидыш) и психические (падучая, слабоумие, «бесноватость») болезни, смерть, навести на него порчу, вызвать несчастливый брак, принести прочие несчастья или сделать ясновидящим. Вылечиться же от принесённых вихрем болезней считалось невозможным, по другим представлениям, могли помочь специальные заговоры и различные «магические» предметы и действия.
Чтобы избежать болезни от вихря, использовали обереги (у болгар — зашитые в одежду пижма, донник, полынь, чеснок) и отгонные средства (креститься и читать молитву или браниться). Вихревые болезни предотвращали купание на Благовещение (в Подолье), празднование дня святого Варфоломея (у сербов). Прогнать вихрь можно плевком, киданием в него пуговицы, палки или камня. Считалось, что нельзя показывать вихрю кукиш и лицо, разговаривать при нём, бросать в него нож. Нельзя ругать детей, говоря «носи тебя вихрь», ничего шить из полотна, закрученного вихрем, носить одежду, в которой попал в вихрь (пока не выстираешь или не обкуришь). Вихрь передаёт свои магические свойства предметам и явлениям, на которые он, по народным поверьям, воздействовал: выворотню, колтуну, омеле, закрученному ветром сену и полотну. По болгарским поверьям, человек побывавший в вихре приносит другим неудачи и несчастье.
В русских заговорах вихрь назывался помощником совершавшего его, или он уносил болезни прочь. Вихрь упоминается в ругательствах. В русских сказках и болгарских легендах вихрь похищал царевну. В болгарской песне он приходит на помощь самодиве.
Считалось, что вихрь снился к заботам и хлопотам. В народной метеорологии вихрь после полудня предвещал дождь в течение девяти дней (у лужичан), в день святого Павла — высокую стоимость свиней весь год (у гурали в Венгрии).